# باشگاه فوتبال ملوان جوان رشت
باشگاه فوتبال ملوان جوان رشت یک باشگاه فوتبال در شهر رشت،ایران است. این باشگاه نظامی و از واحدهای زیر مجموعه مرکز آموزش تخصص‌های دریایی رشت، نیروی دریایی ارتش است؛ و با جذب فوتبالیست‌های شاخص برای خدمت سربازی و بازیکنان جوان بومی راهی مسابقات می‌شود.
تیم فوتبال ملوان جوان رشت در سال ۱۳۹۵ با قهرمانی در مسابقات دسته اول فوتبال گیلان به لیگ برتر فوتبال گیلان، جام گیل صعود کرد و هم‌اکنون در این مسابقات بازی می‌کند. هدف این تیم قهرمانی در جام گیل و صعود به مسابقات لیگ دسته سوم کشوری است.
دفتر باشگاه و محل تمرینات این تیم زمین چمن مجموعه ورزشی ملوان جوان مرکز آموزش تخصص‌های دریایی رشت واقع در میدان نیروی دریایی شهر رشت است؛  مجموعه ورزشی اختصاصی ملوان جوان رشت علاوه بر زمین چمن دارای استخر، سالن بدنسازی و سالن سرپوشیده نیز می‌باشد و بازیهای این تیم در ورزشگاه دکتر عضدی رشت برگزار می‌شود.برخی از بازیکنان نوجوان این باشگاه ]
آدرس:رشت،نیروی‌دریایی